# 大馬士革鋼

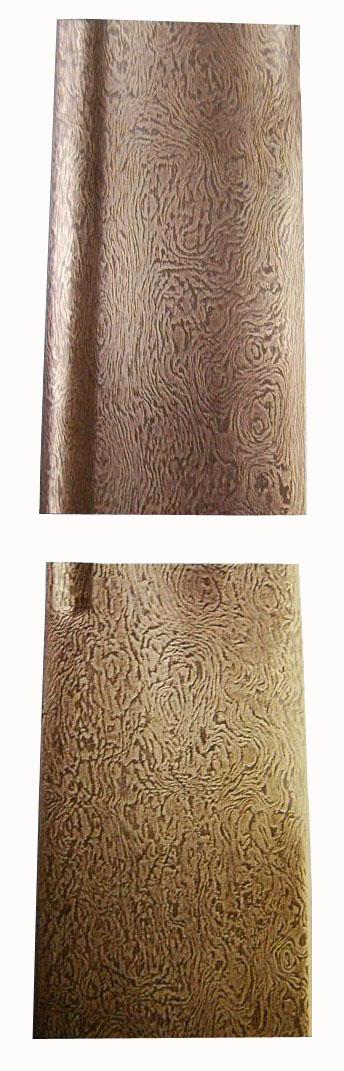
「木紋」，坩堝鋼所製的劍刃花紋，此為伊朗桑德王朝或早卡扎爾王朝之物。(Moshtagh Khorasani 2006, 516)

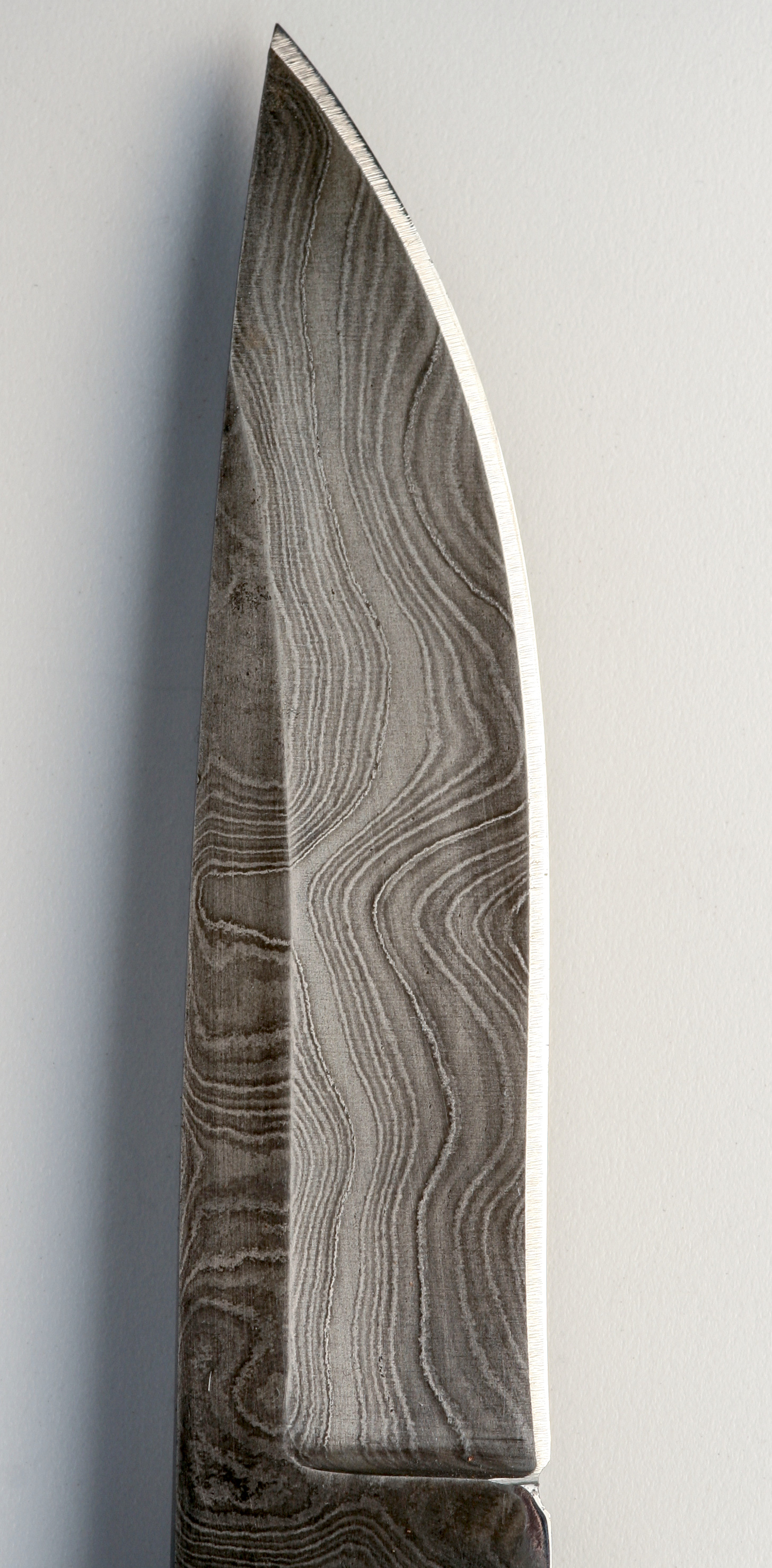
大馬士革鋼（現代複製品）

大馬士革鋼（英語：Damascus steel），古稱鑌鐵，是一種高碳鋼；3世紀到17世紀間，中東大馬士革地區自印度、斯里蘭卡進口烏茲鋼再配合鑄造技術打造出有利於鑄造刀劍的鋼材。
從冶煉到鍛造對溫度的要求都很苛刻，冶煉時溫度不得高於一千度，鍛造時必須低溫（即「冷鍛」）；其製成的刀劍刀身會有一種類似於木紋特殊的紋路，被稱為穆罕默德紋。

## 歷史
Hobson、Sinopli和Juleff等歷史學家宣稱，來自印度和斯里蘭卡以及稍晚流傳至波斯的烏茲鋼鑄錠就是用來鑄造傳統的大馬士革鋼。從3世紀到17世紀，印度運載鋼鑄錠到中東便是為了製造大馬士革鋼。17世紀時，荷蘭人曾在印度洋上劫掠阿拉伯商船取得這種鋼材，但無法利用這種鋼材鑄造出同樣品質的刀劍，顯示出這種刀劍還需要特殊的鑄造技術才能打造出來，兩者缺一不可。
在歐洲研究顯示，西元前三世紀由塞爾特人和日耳曼民族擁有多重的紋路燒焊技術製造出所謂「穆罕默德紋」的高強度劍。

### 技術的失傳
這種鑄劍技術漸漸地衰微，最後在大約1750年後，工匠們便再也無法傳承這項技術了。許多現代理論對這種衰微進行了大膽的解釋，包括：提供金屬必需品的貿易路線的毀壞、金屬中少量他種元素的缺乏、由於藏私或缺乏傳承造成鑄劍工藝的知識流失，或是以上數點的綜合發生。
據信來自印度的烏茲鋼是用來生產大馬士革鋼的生鐵材料，由於取得這種材料的貿易路線太長，而過長的貿易路線稍有毀壞，便可能破壞大馬士革鋼的製造，甚至最終導向技術的失傳。同樣的，如果來自不同生產地的金屬原料，或是熔化後的礦石缺乏製造中所需的關鍵元素如鎢或釩，也可能使得製造失敗。用以控制溫度的循環使熔爐保持在一定的特定溫度的技術也可能失傳，因此阻礙了產生出「穆罕默德紋」的出現。
在大馬士革鋼中發現的奈米碳管結構的證據支持了這項假設：大馬士革鋼裡奈米碳管的沉澱可能起因於特別的製造過程，且由於製造技術和金屬原料產生太多改變，使得難以再次複製大馬士革鋼。過去製造的大馬士革劍亦有可能是在經過一連串的測試中選出小部分品質較佳的成品用於貿易。

### 現代重鑄的嘗試
現代學者試圖重新打造出大馬士革鋼。布拉特鋼（俄羅斯高加索地區的一種烏茲鋼）擁有許多相似的特性，但以不同的製作過程打造而成。有觀點指出紋路燒焊是刀劍的卓越技術，類同於大馬士革刀上的紋路，認為大馬士革刀是以此技術所製造的。
1973年，刀劍匠William F. Moran在《Knifemakers' Guild》的節目中展示他的大馬士革刀，其擁有相仿紋路表面的鋼材一度被視作大馬士革鋼，這種「現代的大馬士革刀」是以數層的鋼和鐵薄片燒焊成鋼條，紋路的變化端看鐵匠如何運用利用鋼條被拉長和重疊直到形成想要的層次數量。不過以這種方式燒焊出大馬士革鋼的理論在1990年代被挑戰，J. D. Verhoeven和A. H. Pendray出版了一篇關於他們對於重鑄大馬士革鋼的元素、結構和可見特色的論述，Verhoeven和Pendray嘗試不同的技術去製造，以一種與來自印度具有同樣特性的傳統烏茲鋼，同樣也符合大多數傳統大馬士革劍的鋼鐵開始；在柔軟、韌鍊的狀態下，烏茲鋼加入純粹的鐵碳化物顆粒，會造成烏茲鋼產生過共析（hypereutectoid）的狀態。Verhoeven和Pendray已經肯定在鋼鐵表面上的顆粒是鐵碳化合物的顆粒，問題是如何在烏茲鋼上重新製造出在大馬士革劍上看到的鐵碳化合物紋路，雖然這種原料可以以低溫來製造出大馬士革般的紋路，並藉由肥粒鐵和滲碳體的交互混合的方法可以製造出類似於以紋路燒焊的大馬士革鋼，任何以高熱的方法都足以瓦解碳化物而永久地造成紋路的毀壞；但Verhoeven和Pendray發現在真正的大馬士革鋼樣本中可以藉由處於適度的溫度逐漸回復紋路，調查發現正確的碳化物構成分子其一是釩元素，除非遭受到更高的溫度，否則它不會散亂以致於瓦解掉碳化物，因此雖經由高溫的處理可以使得可見的碳化物紋路消失，但卻不會移除掉造成紋路的碳化物結構分子，隨後在較低的溫度處理上，其他元素在能使碳化物穩定的的溫度下便可以再將炭元素給結合起來，回覆到原本的結構。

## 参看
- 马来短剑
- 碳化鎢
- 烏茲鋼